# Jaén Paraíso Interior (ciclisme)
La Jaén Paraíso Interior és una cursa ciclista d'un sol dia que es disputa a la província de Jaén, Andalusia des del 2022. A semblança de la Strade Bianche o la Tro Bro Leon, la cursa es disputa en bona part sobre camins de terra, en aquest cas en un paisatge d'oliveres de fons.
Des de la seva creació, la carrera forma part de l'UCI Europa Tour amb una categoria 1.1.
El primer vencedor fou el kazakh Alexei Lutsenko, que s'imposa després d'un llunyà atac.

## Palmarès
| Any  | Vencedor           | Segon            | Tercer       |
| ---- | ------------------ | ---------------- | ------------ |
| 2022 | Aleksei Lutsenko   | Tim Wellens      | Loïc Vliegen |
| 2023 | Tadej Pogačar      | Ben Turner       | Tim Wellens  |
| 2024 | Oier Lazkano López | Bastien Tronchon | Jan Tratnik  |
| 2025 | Michał Kwiatkowski | Isaac del Toro   | Ibon Ruiz    |